# ベニー・ブランコ
ベンジャミン・ジョセフ・レビン(英語: Benjamin Joseph Levin,1988年3月3日-)は、ベニー・ブランコ (英語: Benny Blanco、全て小文字で表現)の名前で知られるアメリカの音楽プロデューサー、DJ、作曲家、レコード会社役員、そして俳優である。2013年にソングライターの殿堂からハル・デビッド・スターライト賞を受賞した。また、BMI賞のソングライター・オブ・ザ・イヤーを5回受賞し、さらに2017年のiHeartRadioプロデューサー・オブ・ザ・イヤーも受賞している。
ブランコは当初、作曲家・プロデューサーのDr. Lukeから指導を受け、彼の制作会社であるKasz Money Productionsと契約した。 彼の指導を受けている間、ブランコは2000年代後半以降に数多くのヒットしたシングルを共同プロデュース・共同制作している。ブランコはエド・シーラン、 ジャスティン・ビーバー、ホールジー、ケイティ・ペリー、マルーン5、ケシャ、ブリトニー・スピアーズ、リアーナ、シーア、 ザ・ウィークエンド、アヴィーチー, セレーナ・ゴメス、 アダム・ランバート、チャーリー・プース、キース・アーバン、トリー・レーンズ、ウィズ・カリファ、 カニエ・ウェスト、J・バルヴィン、ジュース・ワールドといったようなアーティストとの仕事を通じ、全世界における5億枚以上のアルバム販売に貢献した。2018年7月、ブランコはリードアーティストとしてシンガーソングライターのホールジーやカリードと共同制作した最初のシングル"Eastside"をリリースした。この楽曲はBillboard Hot 100で最高9位に達し、作曲家としては27番目、アーティストとしては初めての上位10位となった。さらにニュージーランド、イタリア、シンガポール、イギリスでヒットチャート最上位になり、オーストラリア、カナダ、デンマーク、ノルウェーといったような国でも上位10位に入るなど国際的にも高い成果を得ていた。Eastsideの後にもカルヴィン・ハリスとの"I Found You"、ジェシー・ラザフォード・スウェイ・リーとの"Better to Lie"、そしてジュース・ワールドとの"Roses"(ブレンドン・ユーリーとも共同制作)、"Graduation"といった楽曲を出しており、2018年後半には最初のアルバムをリリースしている。2021年3月にはデラックスバージョンのアルバムを初リリースし、リリース日にRIAAからプラチナ認定を受けている。
また、レビンはインタースコープ・レコードと共同で"Mad Love Records"と"Friends Keep Secrets"の二つのレーベルを設立している。

## 人生とキャリア

### 始まり
ユダヤ人で北バージニア生まれのブランコはヒップホップのインストルメンタルを寝室で制作し、そこに彼自身のボーカルを録音し始めた。彼が初めて音楽に触れたのは1994年で、 6歳のときカセットテープに入っていたナズの"The World Is Yours"やオール・フォー・ワン（英語: All-4-One）の"I Swear"に影響された。ビート制作やラジカセに彼自身のレコードを入れるといった試みをした後、ブランコのラップは"The Source"やコロムビア・レコードの重役の注目を得た。幼少期の長い間、メリーランド州のサーモントにあるキャンプ・エアリーに参加した。
結果的に、ブランコはバージニアにある家からニューヨークまでレーベルやプロデューサーに会う旅をたくさんした後、プロデューサーであるディスコ・D（英語: Disco D）の徒弟となることができた。

### 2007年以降
ブランコは作曲家でプロデューサーであるDr. Lukeの制作会社"Kasz Money Productions"と契約し、彼からの助言を受けた。Dr. Lukeの指導を受けている間、ブランコはケイティ・ペリーとの"Teenage Dream"、ケシャとの「ティック・トック」、タイオ・クルーズとの"Dynamite"といった多くの歌を共同製作・共同執筆した。
2008年、彼はDr. Luke、クロード・ケリー（英語: Claude Kelly）と共同でブリトニー・スピアーズの"Circus"を作曲・プロデュースした。この曲はBillboard Hot 100で上位3位、アメリカのポップラジオで1位となり、2016年7月現在で320万回のダウンロードが記録され、彼女にとってはアメリカで2番目に売れた曲になった。世界規模でみると、"Circus"は2009年に最も売れた上位10曲の一つとなり、IFPIによって世界で550万回のダウンロードがその年にされたことが確認されている。
2011年、ブランコはマルーン5の「ムーブス・ライク・ジャガー」、ジム・クラス・ヒーローズの"Stereo Hearts"、3OH!3の"Don't Trust Me"といったDr.Lukeの関与がないヒットチャートを初めて作曲・プロデュースした。同年、ブランコは went on to work on マルーン5のプラチナ・セラー・アルバムである「オーヴァーエクスポーズド」とそのシングルである「ペイ・フォン」を手掛けた。
2013年6月13日、ブランコは 44回目のソングライターの殿堂で若手アーティストに贈られるハル・デビッド・スターライト賞を贈呈された。 彼の授賞式におけるスピーチでは、"They picked the wrong person, I'm in a room with people I should probably be serving food to."(日本語訳:人選を間違えたのだろうか、本来であれば私は食事を提供する人たちと同じ部屋にいるはずである)と冗談を言った。
それから数年後、ブランコは29ものナンバーワンソングを生み出し、エド・シーラン、ジャスティン・ビーバー、ザ・ウィークエンド、セレーナ・ゴメス、アリアナ・グランデ、ブリトニー・スピアーズ、ラナ・デル・レイ、ミゲル、ホールジー、カミラ・カベロといったアーティストとの共演についても功績が認められた。
ブランコは2017年のiHeartRadio Music Awardsでプロデューサー・オブ・ザ・イヤーを受賞した。

### アーティスト・プロジェクト
2007年、ブランコはツー・ライヴ・クルーのサンプルをベースとしてスパンク・ロックと共同製作したEP盤のSpank Rock and Benny Blanco Are...Bangers & Cashをリリースし、 多くの業界からの注目を集め、後に共同製作を行う事になるアマンダ・ブラン（英語: Amanda Blank）やサンティゴールドとつながるきっかけとなった。このEPは ローリング・ストーンやピッチフォークなどで好評となった。
2018年7月、ブランコはソロアーティストとしてのデビューソングでホールジーやカリードが出演する"Eastside"をインタースコープ・レコードと彼のラベルである"Friends Keep Secrets"からリリースした。この楽曲はBillboard Hot 100で最大9位になり、ニュージーランド、イタリア、シンガポール、イギリスでヒットチャート最上位になり、オーストラリア、カナダ、デンマーク、ノルウェーといったような国でも上位10位に入るなど国際的にも高い成果を得ていた。2018年後半、彼は2～4番目のシングルである カルヴィン・ハリスとの "I Found You"、ジェシー・ラザフォード・スウェイ・リーとの"Better to Lie"、ジュース・ワールド・ブレンドン・ユーリーとの"Roses"をそれぞれ出した。2018年12月7日にデビューアルバムのFriends Keep Secretsがリリースされた。
2019年1月、ブランコは"Brooklyn Defender Services"、難民・移民教育・法務センター（英語: Refugee and Immigrant Center for Education and Legal Services）、アメリカ自由人権協会らが主導するアメリカにおける保護希望者のための"The While They Wait Fund"の設立に合わせ、カルヴィン・ハリスやミゲルと共に"I Found You / Nilda's Story"をリリースした。この楽曲はジェイク・シュライアー（英語: Jake Schreier）が監督した、ホンジュラスの女性である"Nilda"と彼女の2歳の息子である"Keyden"が主人公のストーリー映像で初めて公開された。。
2019年2月、ブランコはTainy、セレーナ・ゴメス、J・バルヴィンと共に"I Can't Get Enough"をリリースした。2019年8月30日、ブランコはジュース・ワールドと共に"Roses"の後の共同楽曲である"Graduation"をリリースした。
2020年10月、ブランコはジャスティン・ビーバーとの最初の共同作品である"Lonely"をリリースした。彼とはそれ以降も2020年12月にジュース・ワールドとの"Real Shit"で、2021年3月にグレイシー・エイブラムスとの"Unlearn"で共演している。
2021年3月26日、デラックスバージョンのアルバムであるFRIENDS KEEP SECRETS 2がリリースされ、同日にRIAAでプラチナ認定を受けた。

## レコード・レーベル
2014年、ブランコはInterscopeの元で"Mad Love Records"と"Friends Keep Secrets"の二つのレーベルを設立した。"Mad Love"は現在まで "Friends Keep Secrets"と先に契約していた多くのアーティストの曲をリリースしている。
- トリー・レーンズ（英語版）[31] (元)
- カシミア・キャット（英語版）[32]
- Trill Sammy[33]
- 6dogs[34] (元、故人)
- Ryn Weaver（英語版）[35]
- ジェシー・ウェア[36]

## ディスコグラフィー

### アルバム
| タイトル             | 詳細 | 最大順位 | 最大順位 | 最大順位 | 最大順位 | 最大順位 | 認定            |
| タイトル             | 詳細 | US       | AUS      | CAN      | IRE      | NOR      | 認定            |
| -------------------- | --- | -------- | -------- | -------- | -------- | -------- | --------------- |
| Friends Keep Secrets | - リリース日:2018年12月7日 - レーベル:Friends Keep Secrets,インタースコープ - 発売方法:CD、デジタル販売、ストリーミング | 41       | 39       | 21       | 74       | 35       | - RIAA:プラチナ |

### 再刊
| タイトル               | 詳細 | 最大順位 |
| タイトル               | 詳細 | IRE      |
| ---------------------- | --- | -------- |
| Friends Keep Secrets 2 | - リリース日:2021年3月26日 - レーベル:Friends Keep Secrets, インタースコープ - 発売方法:CD、デジタル販売、ストリーミング | 97       |

### シングル
| タイトル                                                     | 認定 | 最大順位 | 最大順位 | 最大順位 | 最大順位 | 最大順位 | 最大順位 | 最大順位 | 最大順位 | 最大順位 | 最大順位 | 認定 | アルバム                        |
| タイトル                                                     | 認定 | US       | AUS      | CAN      | DEN      | GER      | IRE      | NOR      | NZ       | SWE      | UK       | 認定 | アルバム                        |
| ------------------------------------------------------------ | ---- | -------- | -------- | -------- | -------- | -------- | -------- | -------- | -------- | -------- | -------- | --- | ------------------------------- |
| "Eastside" (with Halsey and Khalid)                          | 2018 | 9        | 2        | 6        | 2        | 15       | 1        | 3        | 1        | 7        | 1        | - RIAA:5×プラチナ - ARIA: 9×プラチナ - BPI:2×プラチナ - BVMI:ゴールド - IFPI DEN:プラチナ - IFPI NOR:プラチナ - GLF:プラチナ - MC:3×プラチナ - RMNZ:3×プラチナ | Friends Keep Secrets            |
| "I Found You" (with Calvin Harris)                           | 2018 | —        | 54       | 95       | —        | —        | 24       | —        | —        | —        | 29       | - BPI:シルバー | Friends Keep Secrets            |
| "Better to Lie" (with Jesse and Swae Lee)                    | 2018 | —        | —        | —        | —        | —        | 88       | —        | —        | —        | —        | | Friends Keep Secrets            |
| "Roses" (with Juice Wrld featuring Brendon Urie)             | 2018 | 85       | —        | 58       | —        | —        | 81       | 38       | —        | —        | —        | - RIAA:2×プラチナ - MC:プラチナ | Friends Keep Secrets            |
| "I Found You / Nilda's Story" (with Calvin Harris andMiguel) | 2019 | —        | —        | —        | —        | —        | —        | —        | —        | —        | —        | | Non-album singles               |
| "I Can't Get Enough" (with Tainy, Selena Gomez and J Balvin) | 2019 | 66       | 43       | 33       | —        | 53       | 20       | —        | —        | 53       | 42       | - RIAA:ゴールド - MC:プラチナ | Non-album singles               |
| "Graduation" (with Juice Wrld)                               | 2019 | —        | —        | 90       | —        | —        | 56       | —        | —        | —        | 88       | - RIAA:プラチナ | Friends Keep Secrets 2          |
| "Lonely" (with Justin Bieber)                                | 2020 | 12       | 11       | 1        | 11       | 9        | 7        | 3        | 12       | 15       | 17       | - RIAA:プラチナ - ARIA:プラチナ - BPI:シルバー - IFPI NOR:ゴールド - MC:2×プラチナ                                                                             | Justice・Friends Keep Secrets 2 |
| "Real Shit" (with Juice Wrld)                                | 2020 | 72       | 52       | 52       | —        | —        | 57       | —        | —        | —        | 75       | | Friends Keep Secrets 2          |
| "You" (with Marshmello and Vance Joy)                        | 2021 | —        | 55       | 62       | —        | —        | 77       | —        | —        | 38       | —        | | Friends Keep Secrets 2          |
| "Unlearn" (with Gracie Abrams)                               | 2021 | —        | —        | —        | —        | —        | —        | —        | —        | —        | —        | | Friends Keep Secrets 2          |
| "—"は未発売またはチャート圏外を意味する。                    |      |          |          |          |          |          |          |          |          |          |          | |                                 |

## Notes
1. ↑  "I Found You"は"NZ Top 40 Singles Chart"には入らなかったが、"NZ Hot Singles Chart"で3位を獲得している[61]。
2. ↑  "Better to Lie"は"NZ Top 40 Singles Chart"には入らなかったが、"NZ Hot Singles Chart"で15位を獲得している[62]。
3. ↑  "Better to Lie"は"Swedish Singellista Chart"には入らなかったが、"Swedish Heatseeker Chart"で19位を獲得している[63]。
4. ↑  "Roses"は"NZ Top 40 Singles Chart"には入らなかったが、"NZ Hot Singles Chart"で10位を獲得している[65]。
5. ↑  "Roses"は"Swedish Singellista Chart"には入らなかったが、"Swedish Heatseeker Chart"で5位を獲得している[66]。
6. ↑  "I Can't Get Enough"は"NZ Top 40 Singles Chart"には入らなかったが、"NZ Hot Singles Chart"で4位を獲得している[67]。
7. ↑  "Graduation"は"Billboard Hot 100"には入らなかったが、"Bubbling Under Hot 100（英語版）"で10位を獲得している[69]。
8. ↑  "Graduation"は"NZ Top 40 Singles Chart"には入らなかったが、"NZ Hot Singles Chart"で12位を獲得している[71]。
9. ↑  "Real Shitは"NZ Top 40 Singles Chart"には入らなかったが、"NZ Hot Singles Chart"で4位を獲得している[78]。
10. ↑  "Real Shitは"Swedish Singellista Chart"には入らなかったが、"Swedish Heatseeker Chart"で1位を獲得している[79]。
11. ↑  "You"は"NZ Top 40 Singles Chart"には入らなかったが、"NZ Hot Singles Chart"で2位を獲得している[82]。

## 作曲・プロデュースのディスコグラフィー
ブランコはエド・シーランの"Don't"・"Castle on the Hill"、ジャスティン･ビーバーの"Love Yourself"、メジャー・レイザーの"Cold Water"、マルーン5の"ムーブス・ライク・ジャガー"・"Don't Wanna Know"・"Don't Wanna Know"・"Maps"・"Animals"、ケイティ・ペリーの"Teenage Dream"・"カリフォルニア・ガールズ"、リアーナの"ダイヤモンズ"、ケシャの"ティック・トック"、タイオ・クルーズの"Dynamite"、ウィズ・カリファの"Work Hard, Play Hard"、ジム・クラス・ヒーローズの"Stereo Hearts"、リル・ディッキーの"Freaky Friday"、トリー・レーンズの"Luv"など、アーティストへの楽曲提供・プロデュースを行っている。

## アワード・ノミネート

### BMI賞（英語版）
| 年   | ノミネート対象                           | 賞                           | 結果 |
| ---- | ---------------------------------------- | ---------------------------- | ---- |
| 2011 | ベニー・ブランコ                         | Songwriter of the Year       | 受賞 |
| 2012 | ベニー・ブランコ                         | Songwriter of the Year       | 受賞 |
| 2012 | "ムーブス・ライク・ジャガー" (マルーン5) | Most Performed Pop Song      | 受賞 |
| 2013 | ベニー・ブランコ                         | Urban Songwriter of the Year | 受賞 |
| 2014 | ベニー・ブランコ                         | Songwriter of the Year       | 受賞 |

### クリオ賞
| 年   | ノミネート対象                                                               | 賞   | 結果 |
| ---- | ---------------------------------------------------------------------------- | ---- | ---- |
| 2019 | "I Found You / Nilda's Story" (ベニー・ブランコ、カルヴィン・ハリス、ミゲル) | Gold | 受賞 |

### ゴールデングローブ賞
| 年   | ノミネート対象                                            | 賞       | 結果       |
| ---- | --------------------------------------------------------- | -------- | ---------- |
| 2016 | "Faith" (スティーヴィー・ワンダー ft. アリアナ・グランデ) | 主題歌賞 | ノミネート |

### グラミー賞
| 年   | ノミネート対象           | 賞                                  | 結果       | Ref.   |
| ---- | ------------------------ | ----------------------------------- | ---------- | ------ |
| 2011 | ティーンエイジ・ドリーム | 最優秀アルバム賞                    | ノミネート | [ 87 ] |
| 2013 | Heart Attack"            | Best R&B Song                       | ノミネート | [ 87 ] |
| 2015 | X                        | 最優秀アルバム賞                    | ノミネート | [ 87 ] |
| 2017 | Puepose                  | 最優秀アルバム賞                    | ノミネート | [ 87 ] |
| 2017 | "Love Yourself"          | 最優秀楽曲賞                        | ノミネート | [ 87 ] |
| 2017 | "Luv"                    | Best R&B Song                       | ノミネート | [ 87 ] |
| 2017 | Self                     | Producer of the Year, Non-Classical | ノミネート | [ 87 ] |
| 2018 | "Issues"                 | 最優秀楽曲賞                        | ノミネート | [ 87 ] |

### iHeartRadio Music Awards（英語版）
| 年   | ノミネート対象                           | 賞                   | 結果       |
| ---- | ---------------------------------------- | -------------------- | ---------- |
| 2017 | "Love Yourself" (ジャスティン・ビーバー) | Best Lyrics          | 受賞       |
| 2017 | ベニー・ブランコ                         | Producer of the Year | 受賞       |
| 2018 | ベニー・ブランコ                         | Producer of the Year | ノミネート |

### アイヴァー・ノヴェロ賞
| 年   | ノミネート対象                        | 賞                          | 結果       |
| ---- | ------------------------------------- | --------------------------- | ---------- |
| 2018 | “Castle on the Hill” (エド・シーラン) | PRS for Most Performed Work | ノミネート |

### ソングライターの殿堂（英語版）
| 年   | ノミネート対象   | 賞                        | 結果 |
| ---- | ---------------- | ------------------------- | ---- |
| 2013 | ベニー・ブランコ | Hal David Starlight Award | 受賞 |

### SpotifySecret Genius Awards
| 年   | ノミネート対象   | 賞                 | 結果 |
| ---- | ---------------- | ------------------ | ---- |
| 2018 | ベニー・ブランコ | Secret Genius: Pop | 受賞 |